# Black Oak (Arkansas)
Black Oak – miasto w Stanach Zjednoczonych, w stanie Arkansas, w hrabstwie Craighead.